# La terza luna
La terza luna è un brano musicale del cantante Neil Sedaka scritta da Luis Enriquez Bacalov e Franco Migliacci, pubblicato su 45 giri dall'etichetta discografica RCA Victor nel 1963, come lato B de Il re dei pagliacci L'anno successivo fu incluso nell'album Neil Sedaka italiano.

## Successo e classifiche
La terza luna  arriva in prima posizione in Italia per 1 settimana nell'aprile del 1963.
È stato il secondo brano musicale del cantante americano a raggiungere il primato di vendite in Italia, dopo Oh! Carol nel 1961.
A seguito del successo ottenuto Sedaka, per i suoi fans anglofoni dell'America, Inghilterra, Australia ecc., sempre nel 1963 realizzò una versione del brano in inglese, con il titolo "Waiting For Never", che uscì come lato B di "Let's Go Steady Again" .